# Screamo
Screamo je glasbena zvrst, ki se je razvila iz hardcore punka in emo glasbe na začetku devetdestih. Za ta žanr je značilna predvsem kombinacija melodičnega in kričajočega vokala.
Najbolj znane skupine te glasbene zvrsti so: , Bring me the horizon, Escape the fate, memphis may fire, asking alexandria, Alesana, Pierce The Veil, Eyes Set To Kill, vanna, Black Veil Brides ... Večina teh bendov bi težko uvrstili v samo ta žanr. Nekatere uvrščamo tudi v post-hardcore in druge zvrsti (npr. alternativni rock, metalcore, emocore).